# Генин, Юрий Генрихович
Юрий Генрихович Генин (6 (19) марта 1917, Одесса — 20 марта 2008, Волгоград) — советский режиссёр оперетты, народный артист РСФСР (1974). Член КПСС с 1939 года.

## Биография
Юрий Генрихович Генин родился 6 (19) марта 1917 в Одессе.
В 1942—1945 годах учился в ГИТИСе им. А. В. Луначарского (класс В. Г. Сахновского). С 1946 года был художественным руководителем Московского гастрольного театра музыкальной комедии. С 1947 года работал в Челябинском театре музыкальной комедии, а с 1948 года был главным режиссёром Театра музыкальной комедии Ростова-на-Дону.
С 1959 года был главным режиссёром Сталинградского театра музыкальной комедии. Привлёк в театр целую плеяду звёзд советской и волгоградской сцены. Множество премий и театральных конкурсов выигрывали спектакли «Мелодия снежных гор», «Требуется героиня». За более чем 25 лет поставил около двухсот спектаклей. С 1975 года преподавал в Волгоградском училище искусств.
Умер 20 марта 2008 года.

## Семья
- Жена — актриса Вера Семёновна Живаго (1918—2012), народная артистка РСФСР.
  - Дочь — Татьяна Юрьевна Генина.

## Награды и премии
- Заслуженный деятель искусств РСФСР (22.07.1961)[1].
- Народный артист РСФСР (20.12.1974).

## Работы в театре
- «Фраскита» Ф. Легара
- «Прекрасная Елена» Ж. Оффенбаха
- «Венская кровь» Р. Штрауса
- «Летучая мышь» Р. Штрауса
- «Мечтатели» К. Листова
- «Севастопольский вальс» К. Листова
- «Итальянский роман» Г. Цабадзе
- «Сердце балтийца» К. Листова
- «Требуется героиня» В. Баснера
- «Белый танец» В. Баснера
- «Волжаночка» В. Семёнова
- «Страницы любви» В. Семёнова